# Stanisław Zając

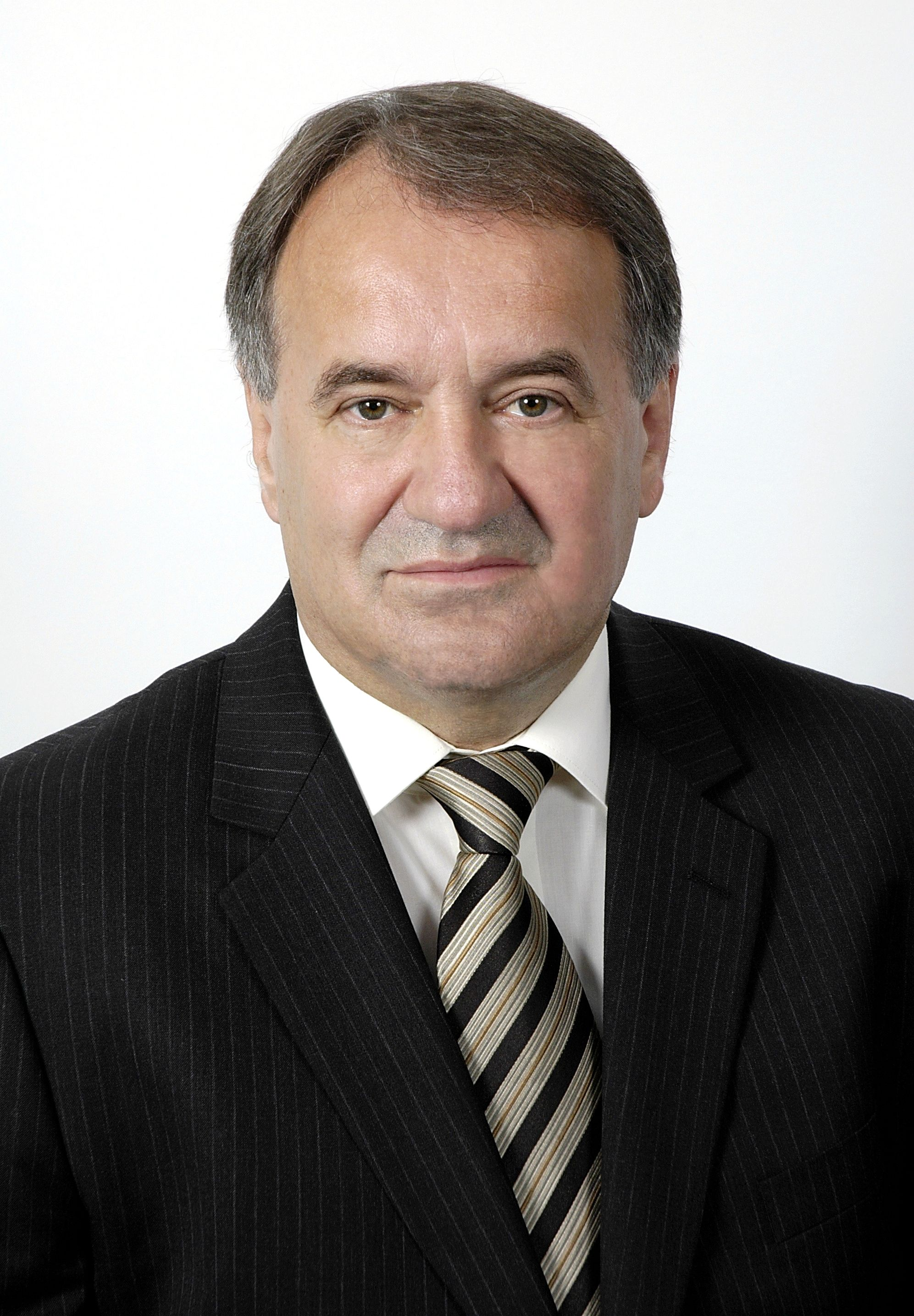
Stanisław Zając

Stanisław Zając (* 1. Mai 1949 in Święcany in der Woiwodschaft Rzeszów; † 10. April 2010 in Smolensk, Russland) war ein polnischer Politiker (ZChN, AWS, PiS), Anwalt, sowie in den Jahren von 1991 bis 1993, 1997 bis 2001 und 2005 bis 2008 Abgeordneter des Sejm in der I., III., V. und VI. Wahlperiode. Von 2008 bis zu seinem Tod gehörte er dem Senat der Republik Polen an.

## Leben und Beruf
Zając beendete das Jurastudium an der Jagiellonen-Universität in Krakau. Er hatte einen Posten als Richter inne, anschließend praktizierte er als Anwalt. Zajac war verheiratet und hatte zwei Kinder.

## Politik
Bei der ersten vollständig freien Parlamentswahl 1991 wurde Zając, der damals noch parteilos war, auf der Liste des Wahlbündnisses Wyborcza Akcja Katolicka in den Sejm gewählt. Ab 1992 gehörte er der Partei Zjednoczenie Chrześcijańsko-Narodowe (ZChN) an. Er war Vorsitzender dieser Partei in den Jahren 2000 bis 2002. Bei der Wahl 1993 beteiligte sich die ZChN am Wahlbündnis Katolicki Komitet Wyborczy „Ojczyzna“, das mit 6,4 % der Stimmen an der neu eingeführten 8-%-Hürde für Wahlbündnisse scheiterte. Nach vier Jahren ohne Mandat wurde er bei der Wahl 1997 auf der Liste des Wahlbündnisses Akcja Wyborcza Solidarność (AWS), an dem sich die ZChN nunmehr beteiligt hatte, wieder in das Parlament gewählt. Während dieser Zeit war er stellvertreter Sejmmarschall. Auch bei der Parlamentswahl 2001 stand er auf der Kandidatenliste der AWS. Diese scheiterte aber an der 8-%-Hürde für Wahlbündnisse. Von 2002 bis 2005 hatte er einen Sitz Woiwodschaftssejmik der Woiwodschaft Karpatenvorland inne, nachdem er für die ZChN auf der Liste der Liga Polskich Rodzin kandidiert hatte.
Bei der Parlamentswahl 2005 stand er auf der Kandidatenliste der Prawo i Sprawiedliwość (PiS) und wurde im Wahlkreis Krosno als Abgeordneter in den Sejm gewählt. Nach der Wahl verließ er die ZChN und trat 2006 der PiS auch als Mitglied bei. Bei den polnischen Parlamentswahlen im Jahr 2007 erlangte er zum vierten Mal ein Mandat im polnischen Sejm, wobei er 32.962 Stimmen erhielt. Am 22. Juni 2008 gewann er als Kandidat der PiS die Nachwahlen zum Senat der Republik Polen, die im Wahlbezirk Krosno nach dem Tod von Andrzej Mazurkiewicz ausgeschrieben wurden und erhielt 40.993 Stimmen (47,92 %). Das Gelöbnis legte er am 25. Juni 2008 ab. Im Senat war er Vorsitzender des Verteidigungsausschusses.
Am 10. April 2010 gehörte Zając zu einer polnischen Delegation um Staatspräsident Lech Kaczyński, die anlässlich des siebzigsten Jahrestages des Massakers von Katyn zur Gedenkstätte nach Russland reisen sollte. Bei einem Flugunfall der Delegation nahe dem Militärflugplatz Smolensk-Nord kam er jedoch gemeinsam mit weiteren hochrangigen Repräsentanten Polens ums Leben.

## Ehrungen
Postum wurde ihm am 16. April 2010 das Komturkreuz mit Stern des Ordens Polonia Restituta (Krzyż Komandorski z Gwiazdą Orderu Odrodzenia Polski) verliehen. Bereits zu Lebzeiten wurde ihm das Großkreuz des Verdienstordens Pro Merito Melitensi verliehen.